# 李家話
1. 重定向 孔夫话#參閲